# Ajsułuu Tynybekowa
Ajsułuu Bołotowna Tynybekowa (kirg. Айсулуу Болотовна Тыныбекова; ur. 4 maja 1993 w Majłuu-Suu) – kirgiska zapaśniczka w stylu wolnym. Trzykrotna olimpijka. Srebrna medalistka olimpijska z Tokio 2020 w kategorii 62 kg, a także brązowa z Paryża 2024 w kategorii 62 kg. Piąta w Rio de Janeiro 2016 w wadze 58 kg i trzynasta w Londynie 2012 w kategorii 63 kg.
Złota medalistka mistrzostw świata w 2019, 2021 i 2023; brązowa w 2017. Brązowa medalistka igrzysk azjatyckich w 2014 i 2022. Zdobywczyni złotego medalu na igrzyskach azjatyckich w 2018. Zdobyła jedenaście medali na mistrzostwach Azji w latach 2013 – 2024. Wygrała indywidualny Puchar Świata w 2020. Wicemistrzyni halowych igrzysk azjatyckich w 2017. Triumfatorka igrzysk Solidarności Islamskiej w 2017 i 2021. Mistrzyni Azji juniorów. Brązowy medal na Uniwersjadzie w 2013, jako zawodniczka Kyrgyz State Technical University  w Biszkeku. Piąta w Pucharze Świata w 2022. Trzecia na mistrzostwach świata juniorów w 2013 roku.
Pierwsza zapaśniczka, która reprezentowała Kirgistan na igrzyskach olimpijskich.
Jej wieloletnim trenerem jest Nurbek Izabekow